# Гедареф (штат)
Гедареф (Аль-Гедареф) (араб. القضارف; Гадареф, Гадаріф або Квадаріф) — один з 18 штатів Судану.
- Територія 75263 км².
- Населення 1348378 чоловік (на 2008).

Адміністративний центр - місто Гедареф.
Штат на сході межує з Ефіопією.

## Адміністративний поділ

Адміністративний поділ штату

Штат ділиться на 4 округи (дистрикти):
1. Аль-Фав (Al Faw)
2. Аль-Гадареф (Al Gadaref)
3. Аль-Рахд (Al Rahd)
4. Аль-Галабат (Al Galabat)